# Olympische Winterspiele 1980/Teilnehmer (Schweiz)
| Gelbes Symbol für Goldmedaillen mit stilisierten Olympischen Ringen | Graues Symbol für Silbermedaillen mit stilisierten Olympischen Ringen | Braundes Symbol für Bronzemedaillen mit stilisierten Olympischen Ringen |
| ------------------------------------------------------------------- | --------------------------------------------------------------------- | ----------------------------------------------------------------------- |
| 1                                                                   | 1                                                                     | 3                                                                       |

Die Schweiz nahm an den Olympischen Winterspielen 1980 in Lake Placid mit einer Delegation von 44 Athleten (33 Männer, 11 Frauen) Athleten teil. Die alpine Skirennläuferin Marie-Theres Nadig wurde als Fahnenträgerin für die Eröffnungsfeier ausgewählt, bei der Schlussfeier trug ihre Kollegin Erika Hess die Schweizer Fahne.

## Teilnehmer nach Sportarten

### Biathlon
Herren:
- Urs Brechbühl
10 km: 30. Platz
20 km: 34. Platz
- Roland Burn
10 km: 32. Platz
20 km: 37. Platz

### Bob
| Zweierbob: - Hans Hiltebrand / Walter Rahm (SUI I) 4. Platz - Josef Benz / Erich Schärer (SUI II) | Viererbob: - Josef Benz / Ueli Bächli / Ruedi Marti / Erich Schärer (SUI I) - Armin Baumgartner / Hans Hiltebrand / Walter Rahm / Ulrich Schindler (SUI II) 6. Platz |

### Eiskunstlauf
Damen:
- Denise Biellmann
4. Platz
- Danielle Rieder
14. Platz

### Eisschnelllauf
Damen:
- Silvia Brunner
500 m: 13. Platz
1000 m: 29. Platz

### Rodeln
Herren:
- Markus Kägi
DNF
- Ueli Schenkel
DNF

### Ski Alpin
| Damen: - Annemarie Bischofberger Abfahrt: 20. Platz - Erika Hess Riesenslalom: DNF Slalom: - Marie-Theres Nadig Abfahrt: Riesenslalom: DNF Slalom: DNF - Brigitte Nansoz Riesenslalom: 16. Platz Slalom: DNF - Bernadette Zurbriggen Abfahrt: 11. Platz - Doris De Agostini Abfahrt: 17. Platz | Herren: - Toni Bürgler Abfahrt: DNF - Jean-Luc Fournier Riesenslalom: DNF Slalom: 23. Platz - Joël Gaspoz Riesenslalom: 7. Platz Slalom: DNF - Erwin Josi Abfahrt: 24. Platz - Peter Lüscher Riesenslalom: DNF Slalom: DNF - Jacques Lüthy Riesenslalom: 5. Platz Slalom: - Peter Müller Abfahrt: 4. Platz - Urs Räber Abfahrt: 18. Platz |

### Ski Nordisch

#### Langlauf
| - Evi Kratzer 5 km: 23. Platz 10 km: 27. Platz - Cornelia Thomas 5 km: 34. Platz 10 km: 36. Platz | Herren: - Gaudenz Ambühl 30 km: 24. Platz 50 km: DNF 4 × 10 km: 7. Platz - Heinz Gähler 30 km: 29. Platz 50 km: 14. Platz - Konrad Hallenbarter 15 km: 29. Platz 50 km: DNF 4 × 10 km: 7. Platz - Edi Hauser 30 km: 15. Platz 4 × 10 km: 7. Platz - Francis Jacot 30 km: 42. Platz - Hans-Ueli Kreuzer 15 km: 32. Platz 4 × 10 km: 7. Platz - Franz Renggli 15 km: 27. Platz 50 km: 10. Platz - Alfred Schindler 15 km: 35. Platz |

#### Skispringen
Herren:
- Paul Egloff
Normalschanze: 43. Platz
Grossschanze: 47. Platz
- Karl Lustenberger
Grossschanze: 30. Platz
- Robert Mösching
Normalschanze: 37. Platz
Grossschanze: 17. Platz
- Hansjörg Sumi
Normalschanze: 9. Platz
Grossschanze: 7. Platz

#### Nordische Kombination
Herren:
- Ernst Beetschen
Einzel: 21. Platz
- Karl Lustenberger
Einzel: 6. Platz